# جاد الله عزوز الطلحي
جاد الله عزوز بالقاسم الطلحي (1939 – 2024)، سياسي ودبلوماسي ومترجم ليبي، عمل أمينًا للجنة الشعبية العامة (رئيس الوزراء) لولايتين. وشغل أيضًا منصب أمين اللجنة الشعبية العامة للاتصال الخارجي والتعاون الدولي (وزير الخارجية) ومندوب ليبيا الدائم لدى الأمم المتحدة.

## المسيرة المهنية
ولد الطلحي في الجبل الأخضر، وتخرج من إحدى جامعات بلجيكا في نهاية خمسينيات القرن العشرين، والتحق بالعمل الحكومي في طرابلس، واستقر فيها وتدرج في مناصب فنية، إلى أن عين وزيرًا للصناعة في حكومة الرائد عبد السلام جلود.
كان الطلحي الأمين العام للجنة الشعبية بليبيا (رئيس الوزراء) لفترة ولايتين، امتدت الفترة الأولى من 2 مارس 1979 إلى 16 فبراير 1984 والفترة الثانية من سبتمبر 1986 إلى 1 مارس 1987. في مارس 1987 خلفه عمر المنتصر في منصب رئاسة الوزراء.
عمل الطلحي وزيرًا للخارجية الليبية في أواخر الثمانينات. وعينّ بعد ذلك وزيرًا لوزارة الصناعات الإستراتيجية في أوائل عقد ال2000.
بعد أن أصبح وزير خارجية سنة 1987، محلّ كامل حسن المقهور كوزير للخارجية. واستمرت ولاية الطلحي حتى 1990.
كان الطلحي سفيرًا لليبيا بالأمم المتحدة وشغل مقعد ليبيا في مجلس الأمن لفترة يناير 2008 – ديسمبر 2009.
تناوله عبد الرحمن شلقم، الذي خلفه في منصب مندوب ليبيا الدائم لدى الأمم المتحدة، في كتابه «أشخاص حول القذافي» الصادر سنة 2012.

## كتبه

### مؤلفاته
- لقد أسمعتُ، الشركة الخضراء للطباعة والنشر، طرابلس، 2004.[12]

### ترجماته
- طرابلس ملتقى أوروبا وبلدان وسط إفريقيا، جان كلود زليتنر، الدار الجماهيرية للنشر والتوزيع والإعلان، مصراتة، 2001.[13]
- تاريخ الصحراء الليبية في العصور الوسطى، جاك تيري، الدار الجماهيرية للنشر والتوزيع والإعلان، مصراتة، 2004.[14]